# 스마트미디어
스마트미디어(SmartMedia) 도시바 소유의 플래시 메모리 카드 표준이다. 현재는 제조되지 않는다. SMC(Smart Media Card)라고 부르기도 한다. 기기에서 분리 한 뒤 다시 장착 하면 제대로 읽지 못하는 문제가 종종 발생하였다.

## 규격
- 무게: 2 g
- 크기: 45.0 × 37.0 × 0.76 mm
- 용량: 0.5, 2, 4, 8, 16, 32, 64, 128 MB
- 16-Mbit, 32-Mbit, 64-Mbit 도시바 TC58 호환 NAND형 플래시 메모리 칩 사용
- 8비트 입출력 인터페이스 (일부는 16비트)
- 데이터 전송 속도: 2MB/초
- 1,000,000 읽기/쓰기 순환
- 전기 없이 10년 동안 보존할 수 있음
- 금속으로 된 쓰기 보호 스티커
- 어댑터가 있는 PCMCIA와 호환
- 어댑터가 있는 콤팩트플래시 타입 II와 호환
- 플래시패스 어댑터를 사용하는 3.5인치 플로피 드라이브와 호환

## 사진첩

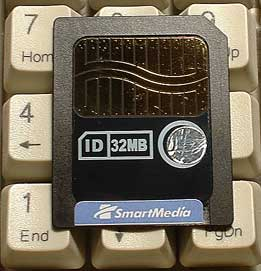
32메가바이트 스마트미디어 플래시 메모리 카드 (키보드와 크기 비교)
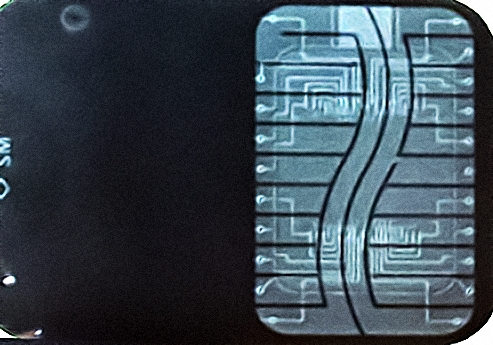
스마트미디어 카드를 X선 촬영을 통해 본 그림

## 같이 보기
- 메모리 카드
- 플래시 메모리
- 회로